# Tjolk Hekking
Tjolk Hekking is een van de typetjes gespeeld door Kees van Kooten voorkomend in de televisieprogramma's van Van Kooten en De Bie. 

## Personage

Plaatsnaambord van Juinen, uit de collectie van Beeld en Geluid

Hekking is de altijd strak in de camera kijkende, ijdeltuitige en zich opdringende wethouder van de fictieve gemeente Juinen. Hij is getrouwd met Henny Hekking die vroeger fotomodel was. 
Hij werd geïntroduceerd op 20 oktober 1982. Samen met burgemeester Hans van der Vaart, lid van de roze burgemeestersclub, gaf hij toen een rondleiding door de gemeente Juinen. Tot 1 maart 1998 was het College regelmatig in uitzendingen van Van Kooten en De Bie te gast om over het wel en wee van hun gemeente te vertellen. In tegenstelling tot burgemeester Van der Vaart is Hekking goed thuis in het plaatselijke dialect en bezit hij bovendien een groot familienetwerk waarvoor hij de politieke partij "Hekkings Belangen" heeft opgericht. In het verleden had de partij steeds lijst 1, maar door de opkomst van landelijke partijen in Juinen was ze later naar lijst 6 gedaald.
Hekking heeft de opvallende gewoonte om continu schuin voor de burgemeester te gaan staan, en probeert de aandacht van hem weg te trekken. Regelmatig lijkt Hekking zijn burgemeester ook enigszins bij de neus te nemen. Een voorbeeld hiervan is een sketch uit een uitzending op 1 november 1992, waarin Hekking de burgemeester wijsmaakt dat er geen illegalen in Juinen zijn. Dit omdat de bedrijven van zijn familieleden afhankelijk zijn van de vele illegalen in het dorp.
Een "wethouder Hekking" wordt nog steeds gebruikt om een ijdeltuit van een bestuurder mee aan te duiden. In 2002 verscheen bij uitgeverij De Harmonie een dvd met een compilatie uit de bijdragen van Van der Vaart en Hekking.
In 2005 kwam er weer wat nieuws uit Juinen. Zowel Van der Vaart als Hekking was er nog steeds aan de macht. Via Wim de Bie's weblog kwamen we te weten dat beiden zich op Hekkings initiatief al klaar maakten voor het gekozen burgemeesterschap. De vraag was of Van der Vaart dan tegenover Hekking nog wel kans maakte. Ook kwam dat jaar de Audiotheek uit, waarin beiden op de bonus-cd de luisteraar rondrijden door Juinen.